# M/S Neptunus
För andra betydelser, se Neptunus (olika betydelser).

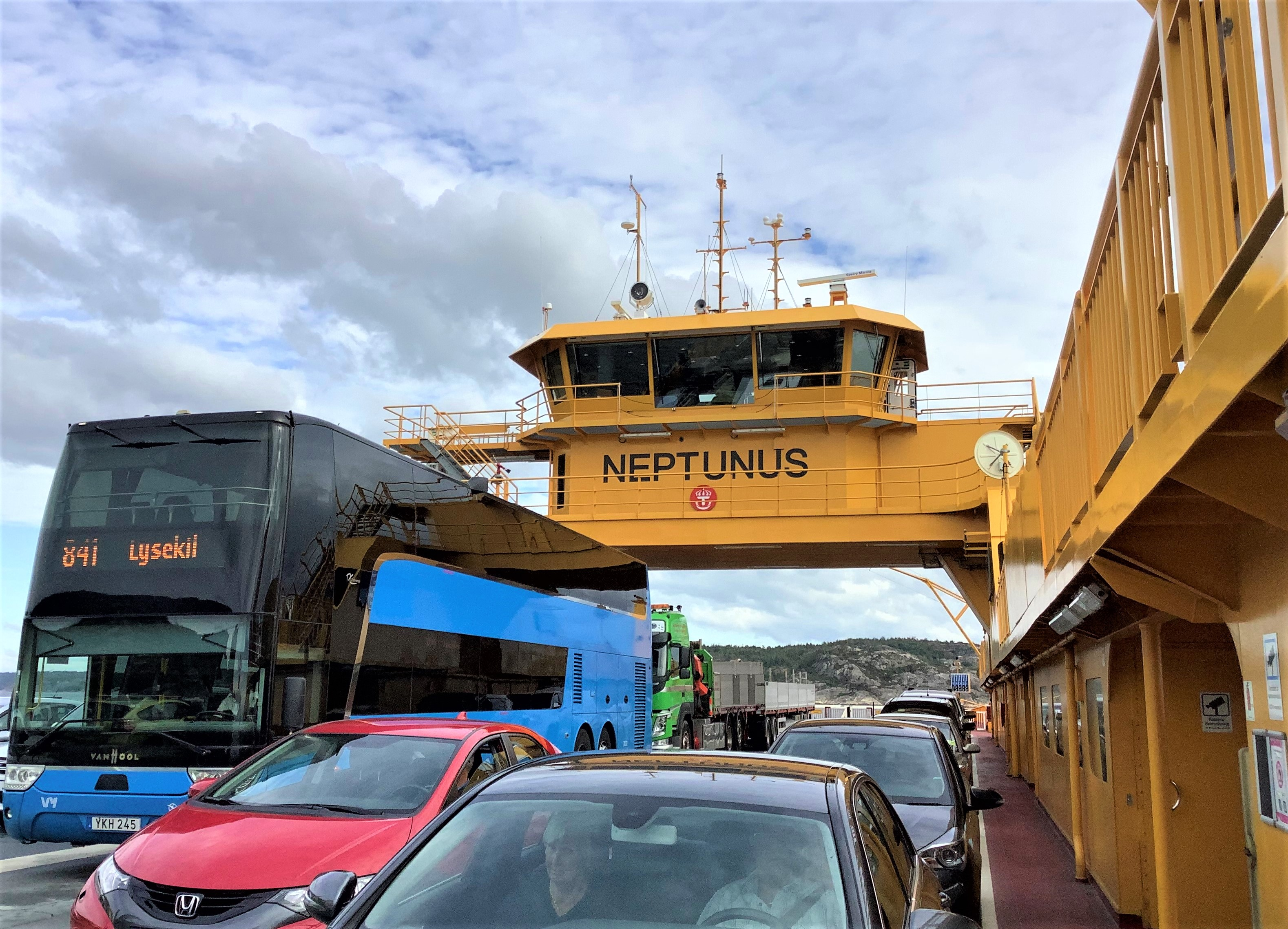

Neptunus är en av Trafikverket Färjerederiets färjor. Den går på Gullmarsleden, mellan Finnsbo och Skår i Bohuslän.
Neptunus är tillsammans med systerfartyget Saturnus och Tellus störst av färjorna i Trafikverkets flotta.
Neptunus byggdes av Baltic Workboats på Ösel i Estland, levererades till Vägverket Färjerederiet i augusti 2017 och sattes in på Gullmarsleden.